# Blauwe Grot (Biševo)

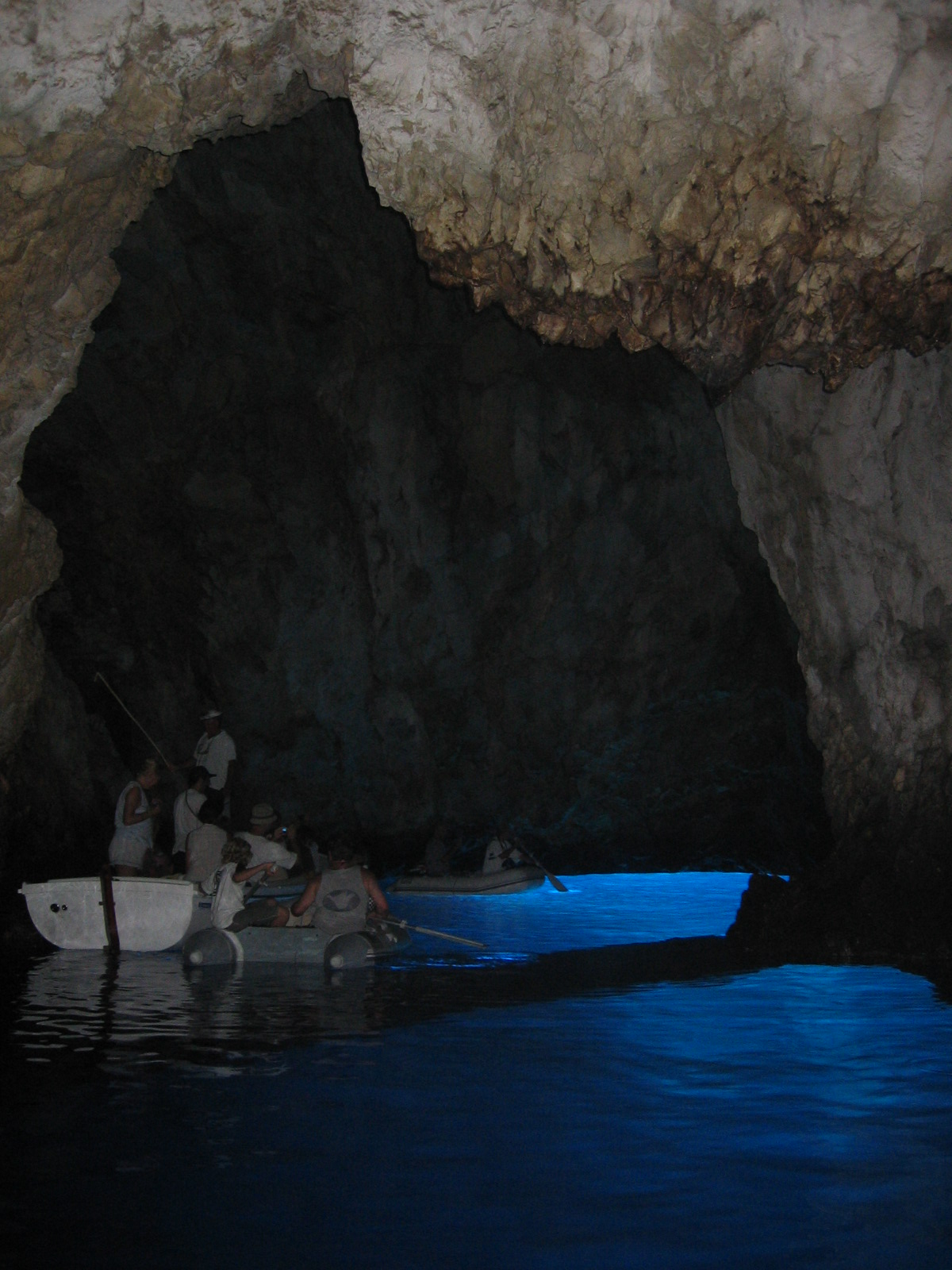
Boten in de Blauwe Grot

De Blauwe Grot van Biševo (Kroatisch: Modra špilja) is een grot aan de westkust van het Kroatische eiland Biševo. De grot kan worden betreden via een kleine opening aan de zee, waardoor roeiboten van maximaal 5 meter lang en 1 meter hoog de grot in kunnen varen.
Op Biševo bevinden zich meerdere grotten, waarvan de Modra špilja de bekendste en tegelijk ook de meest interessante is. De grot is op zijn mooist aan het eind van de ochtend en rond het middaguur. Op zonnige dagen en bij een rustig zeewater weerspiegelt het zonlicht dan in het water in de grot via een opening onder de waterspiegel, waardoor het water een opmerkelijk blauwe kleur krijgt. In het heldere water zijn er tevens roze tot violette kleuren te zien.
De lichteffecten zijn te vergelijken met soortgelijke grotten op Capri (Grotta Azzurra), Sicilië (eveneens Grotta Azzurra genoemd), en Malta (Blue Grotto).
De grot is sinds 1884 voor het publiek toegankelijk nadat een Oostenrijkse schilder de ingang met dynamiet vergrootte. Sindsdien is de Blauwe Grot zeer populair onder toeristen. Excursies kunnen worden gemaakt vanuit Komiža en Vis. Eenmaal ter plaatse bij de grot wordt er overgestapt op kleinere bootjes om door de nauwe opening te kunnen. Er kan ook gedoken worden in de grot.